# Anabathmis
Anabathmis là một chi chim trong họ Nectariniidae.